# Jules Legrand
Pour les articles homonymes, voir Jules Legrand (maire de Lorient) et Legrand.
Jules Legrand est un homme politique français né le 31 août 1857 à Paris et décédé le 21 novembre 1928 à Pau.

## Biographie
Jules Legrand est le fils d'un conseiller municipal de Biarritz. Il est député des Basses-Pyrénées de 1896 à 1910 et Sous-secrétaire d'État à l'Intérieur (gouvernement Charles Dupuy) du 4 novembre 1898 au 22 juin 1899.